# Kardos madársisak
A kardos madársisak vagy hosszúlevelű madársisak (Cephalanthera longifolia) az egyszikűek (Liliopsida) osztályának spárgavirágúak (Asparagales) rendjébe, ezen belül a kosborfélék (Orchidaceae) családjába tartozó, Magyarországon védett, erdei növényfaj.

## Elterjedése
Eurázsiában honos, elterjedésének északi határa Dél-Skandináviában van, délen lenyúlik Észak-Afrikába; nyugaton a Brit-szigetekig, kelet felé Iránon át egészen a Pamírig előfordul. Magyarországon a hegy- és dombvidékeken gyakori (Északi-középhegység, a Dunántúl minden jelentősebb hegysége és dombsága), de kisebb mértékben a síkságok erdeiben is előfordul a Tiszántúlon és a Szigetközben. A Duna-Tisza közén is ismert néhány állománya.

## Megjelenése

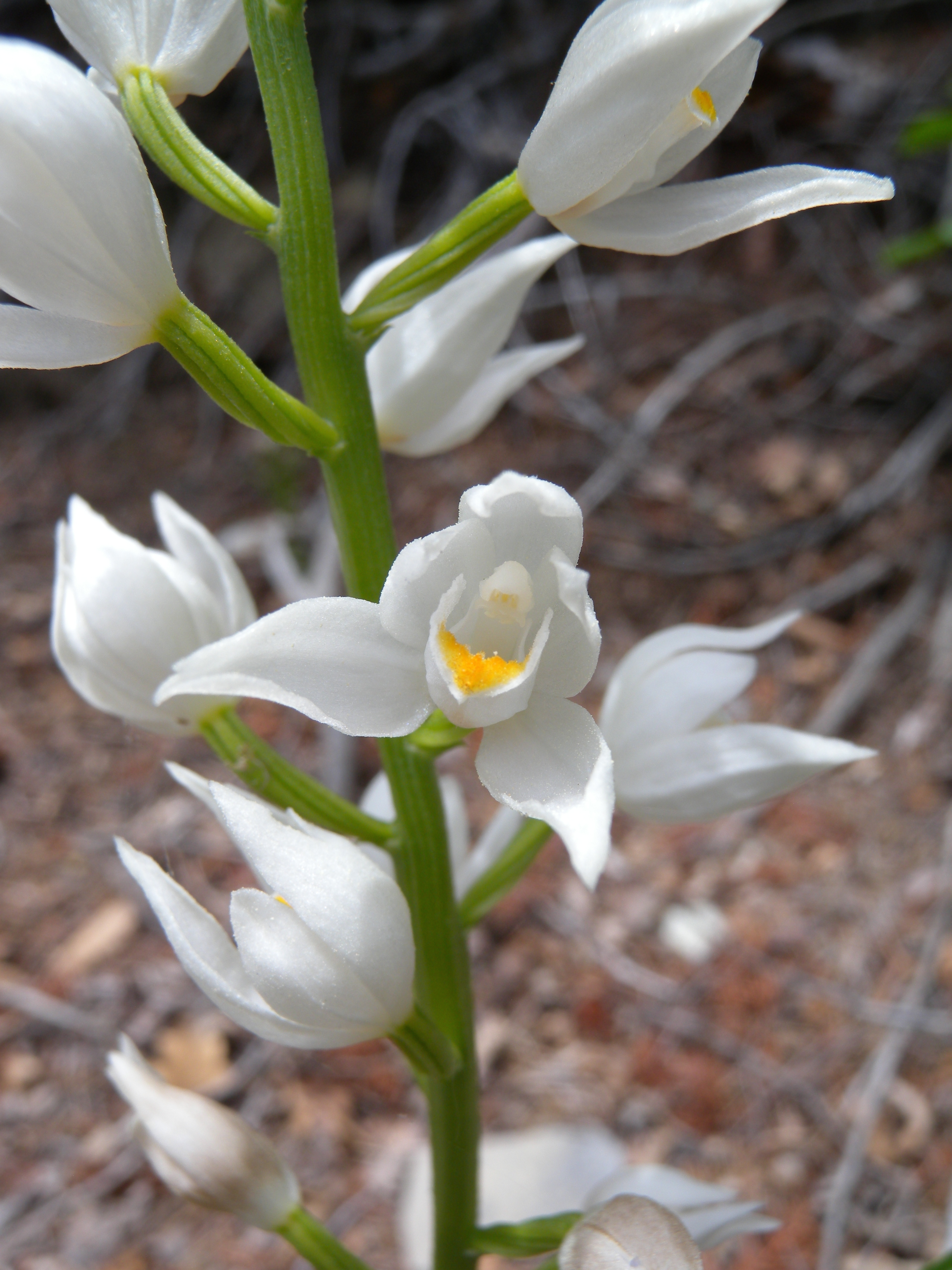
Virágai

A kardos madársisak 25–40 cm magas, lágyszárú, évelő növény. Váltakozó állású, szinte két sorba rendeződő 8-11 szárlevelének alakja lándzsás, felül szálas-lándzsás; hosszuk 7–12 cm, szélességük 1-2,5 cm. Erezetük párhuzamos, élük ép.
Május-júniusban nyílik. 8-20 virága nyúlánk, laza fürtöt alkot. A virágzat alsó két tagja esetében a murvalevelek hosszabbak lehetnek mint a magház, de fölöttük minden esetben rövidebbek (ezen tulajdonsága alapján különböztethető meg a nagyon hasonló fehér madársisaktól). A legalsó murvalevél hossza 1,5–2 cm. Virágai leggyakrabban fehérek, de ismert sárgás (lus. lutea) és vajszínű (lus. ochroleuca) változata is. A virágok nem nyílnak ki teljesen, sisakszerűen ráborulnak a mézajakra. A külső lepellevelek (szirmok) kihegyezett végű hosszúkás-tojásdadok, hosszuk 15–18 mm, szélességük 4–6 mm. A belső lepellevelek tojásdadok, hosszuk 14–16 mm, szélességük 5–7 mm. A 12–15 mm-es mézajak két részre tagolt, lehajló külső végén (epichil) narancssárga folt látható.
Termése 16–27 mm hosszú, 5–6 mm vastag toktermés, amely szeptember-októberre érik be és 1500-7500 apró magot tartalmaz.

## Életmódja
Bükkösök, fenyvesek, nyirkos-sziklás ligeterdők, gyertyános- és száraz tölgyesek, gesztenyések, pusztafüves lejtők növénye. Alföldön homoki nyárasokban is megtelepszik. A talaj kémhatását illetően a legkevésbé válogatós magyarországi orchidea-faj, pH 4,6-8 között előfordul, de inkább kicsit mészkedvelő. A nagyon száraz vagy vízzel állandóan átitatott talajokból hiányzik. Közepesen árnyéktűrő, legjobban félárnyékban nő; réti példányai kisebbek. 
Geofiton, minden évben gyöktörzséből hajt ki, az elhalt hajtások után megmaradt ripacsokból a gyöktörzsön megbecsülhető a növény kora. Egy csehországi vizsgálatban 22 éves példányt is találtak. A többi kosborfajhoz hasonlóan gombákkal (pl. a Thelephoraceae és Pyronemataceae család tagjai) gyökérkapcsoltságot (mikorrhizát) létesít, de viszonylag kevéssé támaszkodik a gombák által szállított vízre és ásványi anyagokra, azok fonalai csak a gyökerek csúcsát kolonizálják. Előfordulnak csökkent klorofilltartalmú példányai is, amelyek főleg a gombától szerzik be a tápanyag- és vízszükségletet (mikoheterotrófia).
A kardos madársisak április elején hajt ki. Április vége-június közepe között virágzik, középnapja átlagosan május 22-re esik. A növény 18-24 napig virágzik, az egyes virágok 7-11 napig nyílnak árnyékban és 5-7 napig napfényen. Nektárt nem termel, a beporzó rovarokat (főleg a Andreana, Halictus, Lasioglossum nemekbe tartozó méheket) más fajok nektárt tartalmazó virágának utánzásával téveszti meg. Izraelben a zsályalevelű szuharhoz (Cistus salviofous) hasonlít leginkább. A megtermékenyülési ráta alacsony, a virágok 16-17%-ból fejlődik termés. Természetes körülmények között nem önbeporzó, de mesterségesen megtermékenyíthető saját pollenjével. Vegetatívan is szaporodhat a rizóma darabolódása révén. A fehér madársisakkal ritkán hibridizálódhat (C. x schulzei).

## Természetvédelmi helyzete
Nagy területen elterjedt, gyakori faj, ezért a Természetvédelmi Világszövetség Vörös listáján státusza nem fenyegetett. Elsősorban élőhelyének elvesztése, erdőirtások, virágszedés fenyegetheti. Kártevői nem jelentősek, a levéltetveken kívül magházát bogarak rághatják meg. Magyarországon eddig összesen 589 állományát térképezték fel, amelyből 523 1990 után is ismert; visszaszorulása 11%-os. Teljes egyedszáma százezres nagyságrendű, fennmaradása nem veszélyeztetett. 1988 óta védett, természetvédelmi értéke 10 000 Ft.

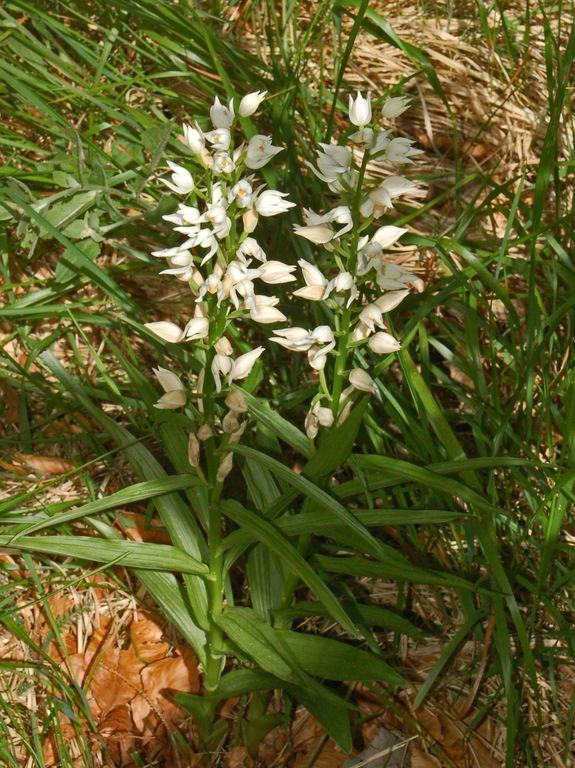
Kardos madársisak
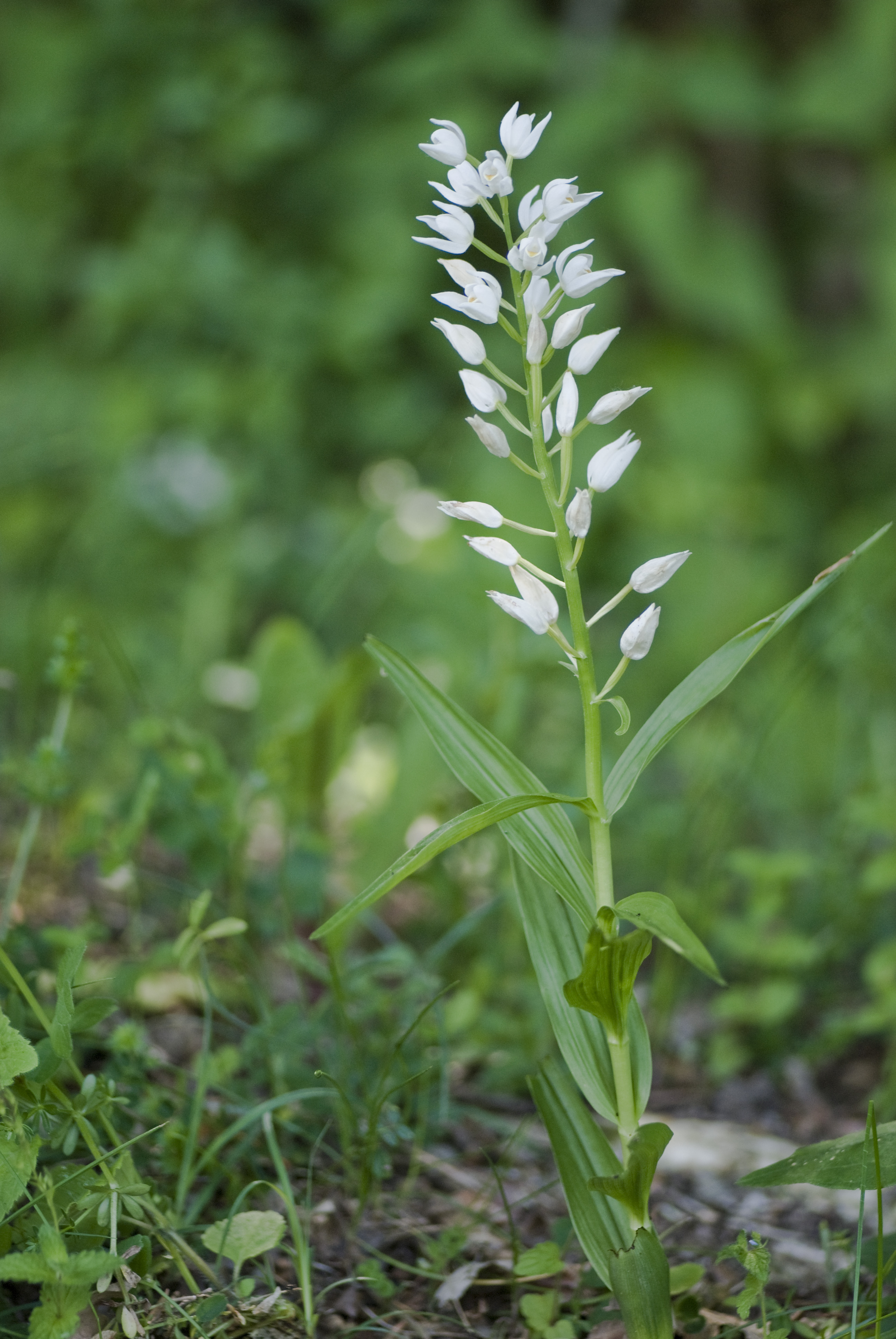
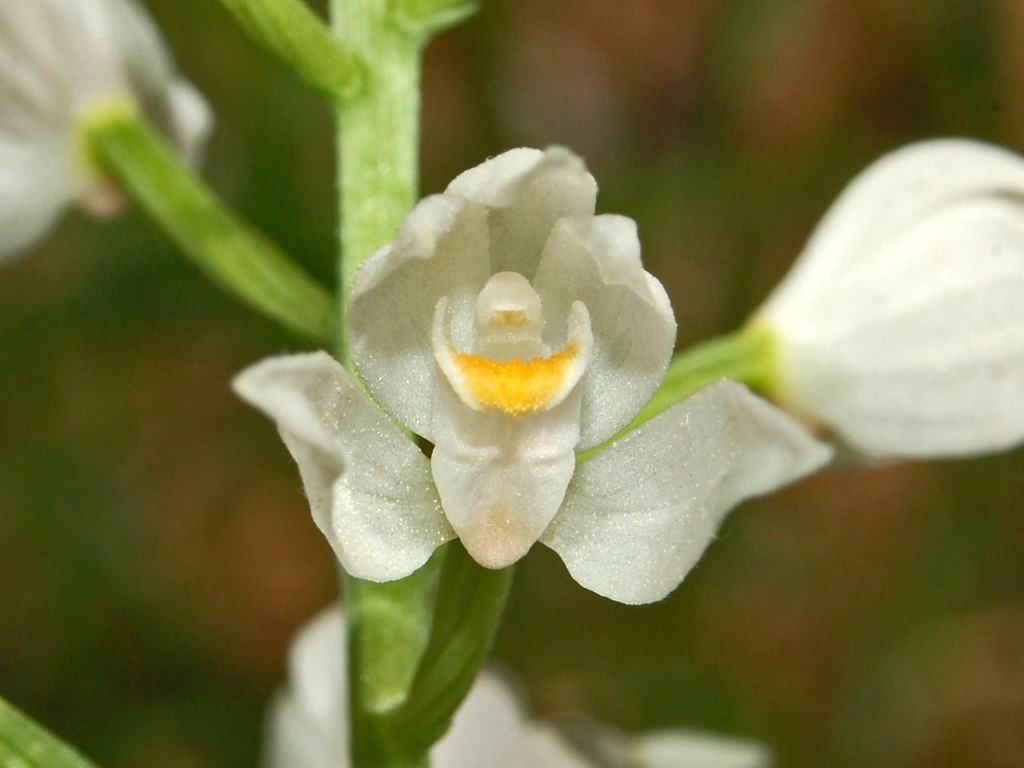
Virága közelről
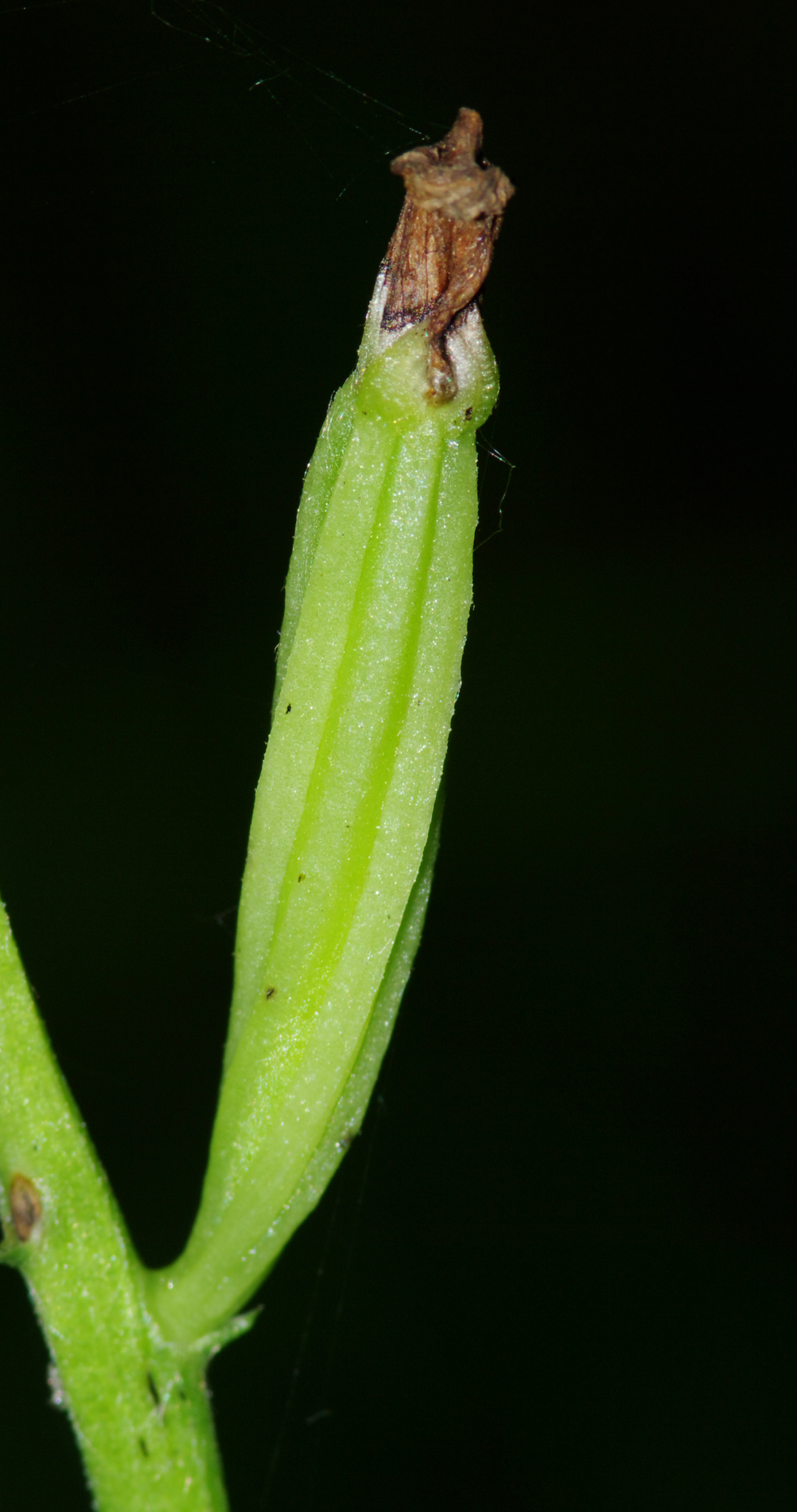
Éretlen termése
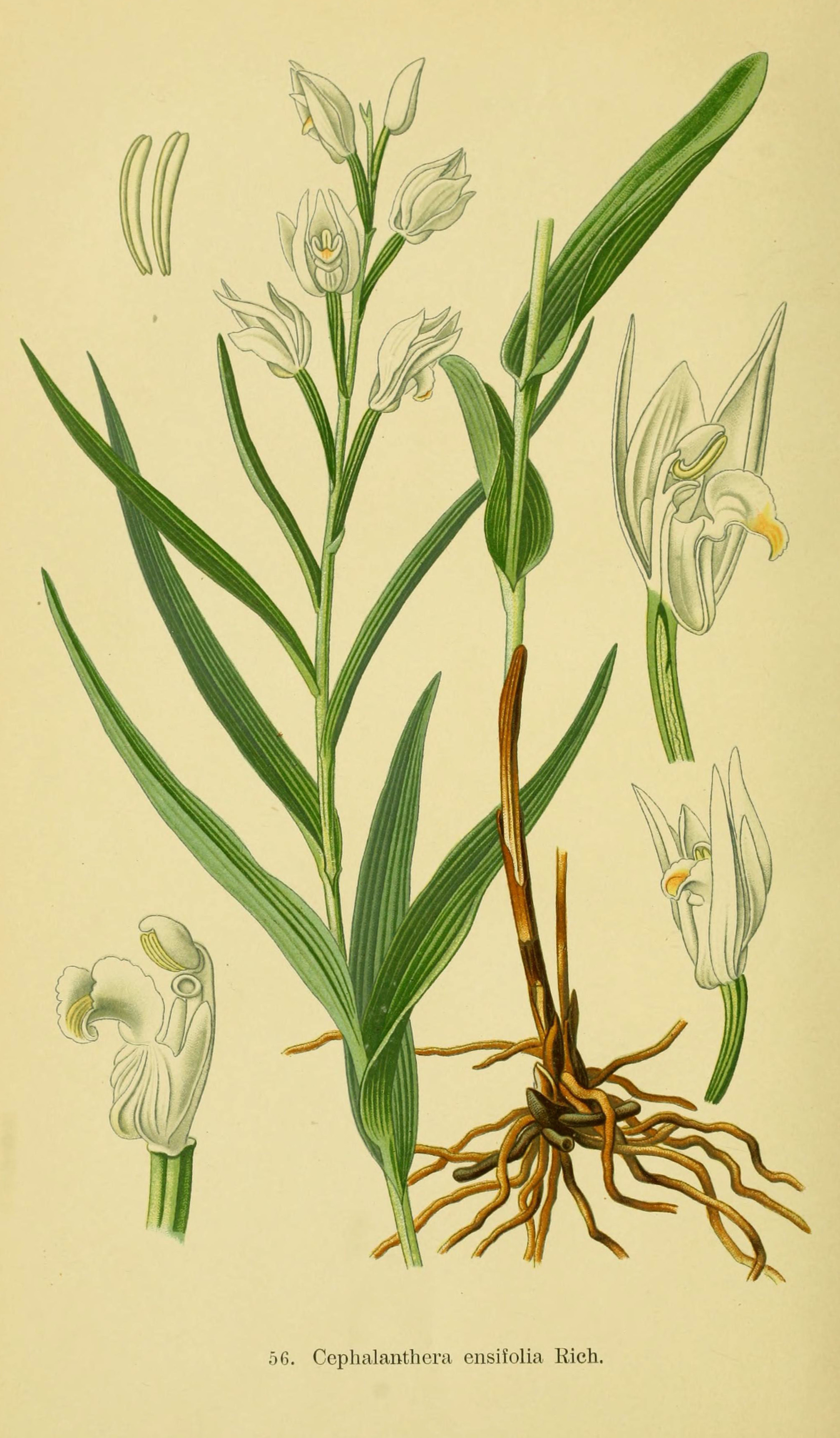
Ábrázolása egy német botanikakönyvben (1904)